# Tore Pedersen
Tore Pedersen, norveški nogometaš, * 29. september 1969, Fredrikstad, Norveška.
Za norveško reprezentanco je odigral 45 uradnih tekem.